# Odlazak u smrt
Odlazak u smrt (eng. Dead Man Walking) je drama Tima Robbinsa iz 1995. snimljena prema istoimenoj knjizi koja govori o sestri Helen Prejean koja uspostavlja poseban odnos s Matthewom Ponceletom, zatvorenikom osuđenim na smrtnu kaznu.

## Radnja
Matthew Poncelet u zatvoru je šest godina i čeka izvršenje smrtne kazne smrtonosnom injekcijom zbog ubojstva dvoje tinejdžera. Počinio je ubojstvo s čovjekom po imenu Vitello koji je dobio manju kaznu zato što je mogao platiti boljeg odvjetnika.
Poncelet se obraća sestri Helen Prejean dok se dan izvršenja kazne sve više bliži. Želi da mu ona pomogne sa završnom žalbom.
Ona ga odlučuje posjetiti, a on se doima kao arogantni seksistički nastrojeni rasist koji čak ne glumi da osjeća ikakvo pokajanje. Umjesto toga tvrdi kako je nevin. Ona pokušava dobiti kaznu doživotnog zatvora, a s vremenom uspostavlja posebnu vezu s njim.
U međuvremenu upoznaje Ponceletovu majku i obitelji žrtava koje ne shvaćaju njezine napore da pomogne Ponceletu, tvrdeći kako je "stala na njegovu stranu". Umjesto toga oni žele "apsolutnu pravdu", kako je nazivaju, odnosno njegov život za život njihove djece.
Žalba sestre Helen biva odbijena pa se dan izvršenja kazne sve više bliži. Prema njenom mišljenju, jedini spas za Ponceleta je - ispovijed.
On tek na kraju priznaje kako je ubio dječaka i silovao djevojku. Trenutak prije izvršenja kazne on zamoli dječakove roditelje za oprost i kaže djevojčinim roditeljima da se nada kako će im njegova smrt donijeti mir. Poncelet prima smrtonosnu dozu, a kasnije ga pokopaju. Otac ubijenog dječaka dolazi na sprovod i počne moliti sa sestrom Helen, čime završava film.

## Glumci i nagrade
Susan Sarandon osvojila je za svoju ulogu Oscar za najbolju glumicu, Sean Penn je bio nominiran za najboljeg glavnog glumca, Tim Robbins za najboljeg redatelja, a glavna pjesma "Dead Man Walking" Brucea Springsteena za najbolju originalnu pjesmu.
U filmu nastupaju i Robert Prosky, Raymond J. Barry, R. Lee Ermey i Scott Wilson. U manjoj ulozi pojavljuje se i Jack Black.

## Adaptacija
Film spaja dvojicu različitih ljudi osuđenih na smrtnu kaznu koje je sestra Prejean savjetovala u jedan lik, kao i njihove zločine i obitelji njihovih žrtava u jedan događaj. Manji detalji su izostavljeni kako bi se skratila duljina filma.
U stvarnosti, Elmo Patrick Sonnier (Poncelet u adaptaciji) ubijen je na električnoj stolici. Redatelj Tim Robbins odlučio se u adaptaciji koristiti smrtonosnu injekciju jer, kako je rekla sestra Helen u intervjuu, "Maknuo je električnu stolicu i rekao kako nam treba upotreba smrtonosne injekcije jer ne želimo dati ljudima moralno opravdanje kako bi mogli reći 'pa dobro, koristili smo električnu stolicu, ali je to prebarbarski pa smo sada humani i dajemo im injekciju'".

## Vanjske poveznice
- Odlazak u smrt u internetskoj bazi filmova IMDb-a
- Odlazak u smrt na Rotten Tomatoes
- Intervju sa sestrom Helen Prejean  Arhivirana inačica izvorne stranice od 30. svibnja 2008. (Wayback Machine)
- Recenzija filma  Arhivirana inačica izvorne stranice od 26. svibnja 2013. (Wayback Machine) u Entertainment Weeklyju